# 锡尼哈
49°31′30″N 37°34′4″E / 49.52500°N 37.56778°E
锡尼哈（烏克蘭語：Синиха）是位於烏克蘭東部的村莊，由哈爾科夫州庫皮揚斯克區的庫里利夫卡市鎮負責管轄。該村，始建於1650年，面積1.42平方公里，海拔高度84米，2001年人口304，人口密度每平方公里214.7人。